# Jan Volkert Rijpperda Wierdsma

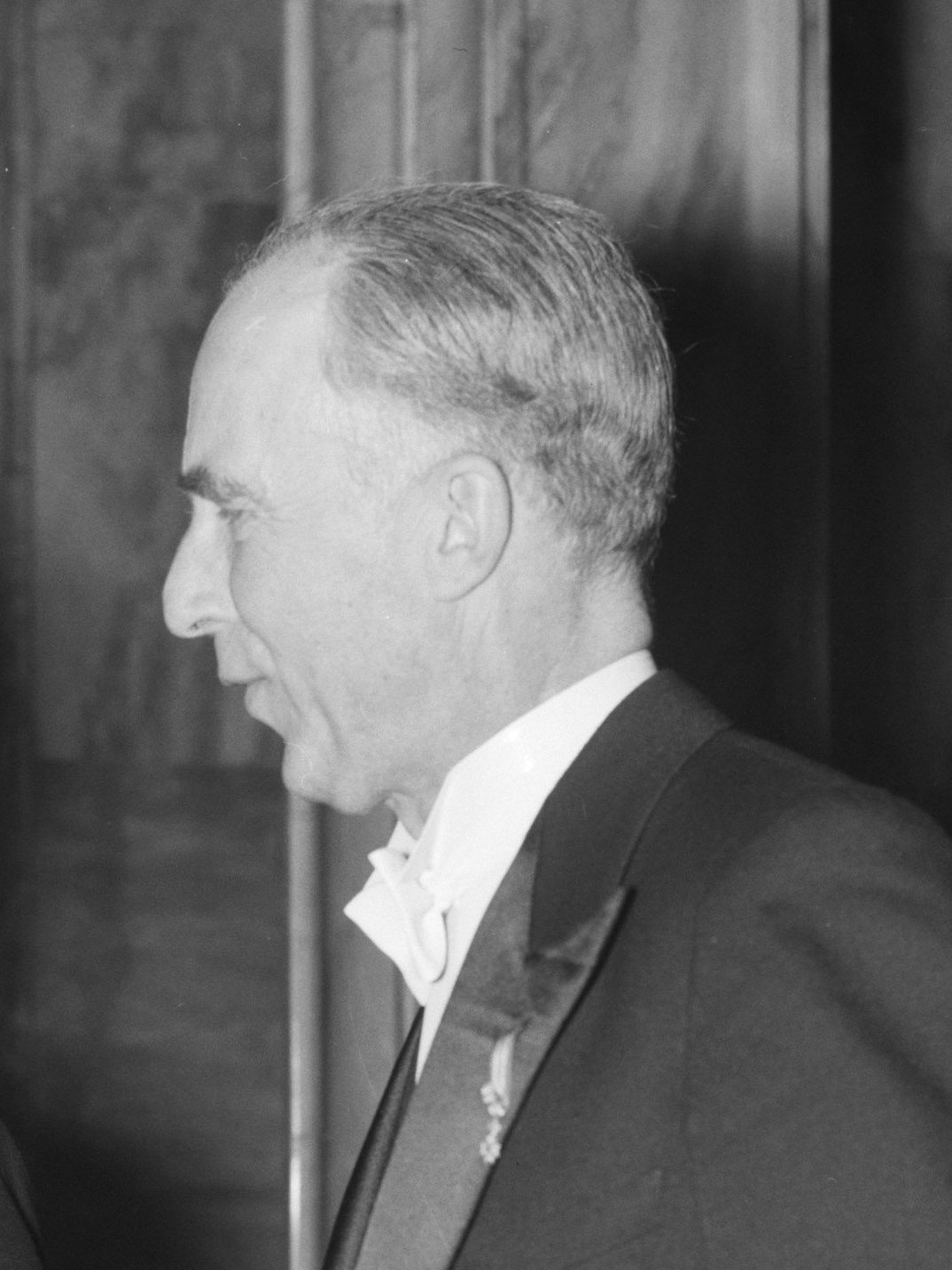
J.V. Rijpperda Wierdsma (1961)

Jan Volkert Rijpperda Wierdsma, auch Jan Volker Rypperda Wierdsma (* 8. Januar 1904 in Nijmegen; † 19. Februar 1981 in Oegstgeest), war ein niederländischer Rechtswissenschaftler. 

## Leben
Jan Volkert wurde als Sohn des Arztes Arnold Rijpperda Wierdsma (* 31. Mai 1876 in Amsterdam; † 15. Mai 1922 in Nijmegen) und dessen Frau Elisabeth Mees (* 30. November 1878 in Rotterdam; † 11. Juli 1964 in Bilthoven) geboren. Er absolvierte vom 20. September 1922 bis zum 14. März 1928 ein Studium der Rechte an der Universität Leiden, war dann wirksam am Gericht von Gelderland und promovierte am 2. Juli 1937 in Leiden mit dem Thema Politie en justitie. Een studie over Hollandschen staatsbouw tijdens de Republiek (deutsch: Politik und Justiz. Eine Studie über holländische Staatsbildung zur Zeit der Republik.) cum laude zum Doktor der Rechte. Nach dem Zweiten Weltkrieg wurde er 1947 beratender Rat im allgemeinen Dienst des niederländischen Ministeriums für Wiederaufbau. Am 4. Juni 1948 wurde er auf die Professur für Staatsrecht an die Universität Leiden berufen, welches Amt er am 16. Juli 1948 übernahm und am 8. Oktober desselben Jahres die Antrittsrede De grondwet in onzen tijd (deutsch: Die Verfassung in unserer Zeit) hielt. 
Im Akademiejahr 1960/61 wurde er Rektor der Alma Mater, wozu er zum 386. Jahrestag des Bestehens der Universität am 8. Februar 1961 die Rektoratsrede Dualisme in ons staatsbestel (deutsch: Dualismus in unserem Staatswesen) vortrug. Rijpperda Wierdsma wurde Dozent der niederländischen Prinzessin Beatrix und war einer der Trauzeugen bei der Heirat der Prinzessin Margriet mit Pieter van Vollenhoven (* 30. April 1939 in Schiedam). Er wurde 1966 Mitautor für eine neue niederländische Verfassung, am 1. März 1967 wurde er aus seiner Professur emeritiert und war im Anschluss bis zum 1. Februar 1979 Mitglied des niederländischen Staatsrates. 1961 ernannte man ihn zum Kommandeur des Hausorden von Oranien und 1974 zum Kommandeur des Ordens von Oranje-Nassau. 
Rijpperda Wierdsma verheiratete sich am 15. April 1930 in Den Haag mit Anna van Traa (* 9. November 1905 in Amersfoort; † 6. August 1991 in Oegstgeest), der Tochter des Bankiers Adriaan van Traa (* 4. Dezember 1876 in Rotterdam; † 2. Februar 1949 in Amsterdam) und dessen Frau Cornelia de Ridder (* 13. Juli 1878 in Katwijk; † 1. Juni 1962 in Leiden). Die Ehe blieb kinderlos.

## Werke (Auswahl)
- Politie en justitie. Een studie over Hollandschen staatsbouw tijdens de Republiek. Zwolle 1937
- De grondwet in onzen tijd. Leiden 1948
- Dualisme in ons staatsbestel. Leiden 1961